# Music for Installations
Music for Installations je kompilační album anglického hudebníka Briana Ena. Vydáno bylo 4. května roku 2018. Vyšlo v několika různých verzích celkem na šesti kompaktních discích, případně devíti dlouhohrajících gramofonových deskách. Obsahuje nahrávky, které byly pořízeny od roku 1986.Každá z verzí bude doplněna o 64 stránkový booklet. Jsou na něm jak nové skladby, tak i ty starší, často však dříve nevydané či raritní.

## Seznam skladeb
1. Kazakhstan
2. The Ritan Bells
3. Five Light Paintings
4. Flower Bells
5. 77 Million Paintings
6. Atmospheric Lightness
7. Chamber Lightness
8. I Dormienti
9. Kites I
10. Kites II
11. Kites III
12. Needle Click
13. Light Legs
14. Flora and Fauna / Gleise 581d
15. New Moons
16. Vanadium
17. All the Stars Were Out
18. Hopeful Timean Intersect
19. World Without Wind
20. Delightful Universe (Seen from Above)
21. Unnoticed Planet
22. Liquidambar
23. Sour Evening (Complex Heaven 3)
24. Surbahar Sleeping Music